# Mixorthezia costaricana
Mixorthezia costaricana är en insektsart som beskrevs av Konczné Benedicty och Kozár in Kozár 2004. Mixorthezia costaricana ingår i släktet Mixorthezia och familjen vaxsköldlöss.
Artens utbredningsområde är Costa Rica. Inga underarter finns listade i Catalogue of Life.